# Миф о Сизифе (эссе)
«Миф о Сизифе» (фр. Le Mythe de Sisyphe) — философское эссе Альбера Камю, опубликованное в 1942 году. Считается программным произведением в философии абсурдизма.
В мае 1936 года Камю в своих записных книжках делает первые наброски плана книги об абсурде. Как раз в то время он находится под влиянием романов А. Мальро, читает Кьеркегора, Шестова, Ницше, Кафку, ставит пьесу по Достоевскому, знакомится с философией Хайдеггера и Ясперса, завершает дипломную работу «Христианская метафизика и неоплатонизм».
Первая часть книги была написана с мая по сентябрь 1940 года, а в феврале 1941 года он завершает своё произведение. В декабре 1942 года оно публикуется в издательстве «Галлимар» при содействии А. Мальро и Р. Мартен дю Гара. Глава «Достоевский и самоубийство» присутствует в первых двух изданиях 1945 года в качестве приложения, впоследствии была внесена в основной текст. Приложение «Надежда и абсурд в творчестве Франца Кафки» было впервые опубликовано в 1943 году в журнале «Арбалет», начиная с третьего издания 1948 года уже присутствует в качестве приложения к «Мифу о Сизифе».

## Краткое содержание
Эссе состоит из четырёх глав и приложения. Работа посвящена Паскалю Пиа, другу Камю, с кем тот работал в 1930-е годы в основанной Пиа газете «Республиканский Алжир», а затем в газете «Комба».

### Рассуждение об абсурде
Камю пытается ответить на единственный, по его мнению, имеющий значение философский вопрос: «Стоит ли жизнь труда быть прожитой?»

### Человек абсурда
Как должен жить человек абсурда? Очевидно, этические нормы не применимы, поскольку все они в высшей степени основаны на самооправдании. «Порядочность не нуждается в правилах» «Всё позволено» … речь идёт не о возгласе освобождения и радости, а о горькой констатации. Дальше Камю переходит к настоящим примерам абсурдной жизни. Он начинает с Дон Жуана, серийного соблазнителя, жившего необузданной жизнью.
Следующий пример — актёр, изображающий эфемерные жизни для эфемерной славы.
Третий пример человека абсурда Камю — завоеватель, забывший все обещания вечности ради влияния на человеческую историю.

### Абсурдное творчество
В этой главе Камю исследует абсурдное творчество художника.

### Миф о Сизифе
Сизиф бросил вызов Богам. Когда пришло время умирать, он попытался сбежать из преисподней. За это Боги решили его наказать: вечно он должен был вкатывать огромный камень в гору, откуда тот неизменно скатывался вниз, и все нужно было начинать сначала. Боги полагали, что на свете нет ничего ужасней, чем тяжёлая и бесполезная работа. Камю считает Сизифа абсурдным героем, который живёт полной жизнью, ненавидит смерть и обречен на бессмысленный труд. Сизиф наиболее интересен Камю, когда он спускается к подножию горы к скатившемуся камню. Это поистине трагический момент, в который герой осознает своё безвыходное положение. У него нет надежды, но нет такой судьбы, которая не может быть преодолена с помощью презрения к ней. Осознание правды позволяет принять и покорить её. Камю утверждает, что когда Сизиф осознает бесцельность своей задачи и однозначность своей судьбы — он обретает свободу в понимании абсурдности собственной ситуации и достигает состояния умиротворенного принятия. Камю заключает, что «все хорошо» и, несомненно «Сизифа следует представлять себе счастливым».